# Экспериментальный машиностроительный завод имени В. М. Мясищева
Экспериментальный машиностроительный завод имени В. М. Мясищева (ЭМЗ) — опытно-конструкторское бюро авиационно-космической направленности в России.
ЭМЗ был учреждён в 1966 году путём объединения филиала машиностроительного завода им. М. В. Хруничева, расположенного в г. Жуковский, и Конструкторского бюро № 90. Это объединение расположилось на территории бывшей лётно-испытательной и доводочной базы ОКБ-23 и фактически воссоздавало закрытое в октябре 1961 года ОКБ Мясищева. Первым генеральным конструктором стал Владимир Мясищев, который с 1967 года также являлся ответственным руководителем предприятия.
Под руководством Мясищева проводились работы по увеличению дальности полёта за счёт ламинаризации обтекания, использованию композиционных материалов, проектировались стратегические бомбардировщики М-18 и М-20.
В 1972 году впервые взлетел воздушный пункт управления Ил-22 на основе гражданского авиалайнера Ил-18.
В 1976 году ЭМЗ вошло в состав НПО «Молния», которое занималось разработкой корабля многоразового использования «Буран». На ЭМЗ были разработаны кабина экипажа, комплексная система аварийного покидания, система обеспечения жизнедеятельности и терморегулирования. На лётно-испытательной базе ЭМЗ осуществлён комплекс атмосферных лётных испытаний на аналоге корабля «Буран».
В 1982 году состоялся первый полет ВМ-Т «Атлант».
В начале 1986 года в министерство авиационной промышленности СССР разработало техническое предложение на создание МВДС, относящегося к самолетам двойного назначения. Проект получил название «Теоретические, проектные и экспериментальные исследования по созданию широкофюзеляжного самолета», шифр работ «60».
26 февраля 1986 года Экспериментальным машиностроительным заводом им. В.М. Мясищева было получено постановление от И. С. Силаева о проведении НИОКР по проекту МВДС.
В 1989 году был разработан самолет премиум-класса М-101Т «Гжель».
В конце 1989 года был подписан договор на создание аванпроекта МВДС двойного назначения по теме «60».
15 мая 1991 года специалисты Экспериментального машиностроительного завода им. В.М. Мясищева предоставили готовые материалы аванпроекта по гражданскому варианту самолета, которые были рассмотрены работниками министерства авиационной промышленности Советского Союза.
В июле 1991 года комиссия военного заказчика получила и одобрила материалы аванпроекта.
В октябре 1991 года стало известно о подписании договора на создание эскизного проекта М-60.
С 2011 года завод и ОКБ Мясищева входят в структуру ОАО «Объединённая авиастроительная корпорация».
В мае 2014 года Экспериментальным машиностроительным заводом им. В.М. Мясищева были получены функции единоличного исполнительного органа в отношении ОАО «Ил». Такое решение было принято ОАО «Объединенная авиастроительная корпорация»
В июне 2020 года стало известно о предварительных испытаниях модернизированного самолета Ан-140-100 в варианте аэросъемки, которые проводится на Экспериментальном машиностроительном заводе им. В.М. Мясищева.
Завод получил заказ на создание самолета Ил-22М11 на базе модификации Ил-18. Самолет предназначен для выполнения функций воздушного командного пункта.

## Основные направления деятельности
- переоборудование самолётов и их модификация;
- разработка аэростатических аппаратов;
- испытания самолётов;
- различного рода исследования на воздушных платформах;
- разработка и экспериментальные отработки систем самолётов и космических аппаратов на стендах;
- разработка и изготовление самолётных конструкций из углепластика.